# Estación Barro
La Estación Barro es una de las estaciones de mayor movimiento del Metro de Recife, y, de todas, es la más próxima a la carretera BR-232.

## Ubicación
Además de ser la estación más próxima a la BR-232 está localizada debajo de la BR-101 y entre los barrios de Jardín São Paulo y Barro. En la Línea Centro entre las estaciones Tejipió y Edgar Werneck.

## Características
Formada por dos plataformas: una con destinos finales en la Estación Camaragibe y la Estación Jaboatão y la otra con destino a la Estación Recife. Tiene una terminal intermodal del S.E.I.

## S.E.I.
Permite el transbordo con once líneas:
- 103 - UR-11 / Barro (enlace roto disponible en Internet Archive; véase el historial, la primera versión y la última).
- 108 - Barro / CEASA (enlace roto disponible en Internet Archive; véase el historial, la primera versión y la última).
- 128 - UR-03 / Barro (Milagros) (enlace roto disponible en Internet Archive; véase el historial, la primera versión y la última).
- 202 - Barro / Macaxeira (Marisma) (enlace roto disponible en Internet Archive; véase el historial, la primera versión y la última).
- 203 - Zumbi do Pacheco / Barro (Dotación Gran Recife) (enlace roto disponible en Internet Archive; véase el historial, la primera versión y la última).
- 205 - UR-05 / Barro (BR-101) (enlace roto disponible en Internet Archive; véase el historial, la primera versión y la última).
- 206 - Barro / Prazeres (Jordão)
- 207 - Barro / Macaxeira (BR-101) (enlace roto disponible en Internet Archive; véase el historial, la primera versión y la última).
- 207 - Barro / Macaxeira (EXPRESSO)
- 209 - Coqueiral / Barro (enlace roto disponible en Internet Archive; véase el historial, la primera versión y la última).
- 216 - TI Barro / TI Cajueiro Seco (enlace roto disponible en Internet Archive; véase el historial, la primera versión y la última).